# Limeray
Limeray ist eine französische Gemeinde mit 1.261 Einwohnern (Stand: 1. Januar 2022) im Département Indre-et-Loire, in der Région Centre-Val de Loire. Sie gehört zum Arrondissement Loches und zum Kanton Amboise. Ihre Einwohner nennen sich die Limerien(ne)s. Die Gemeinde ist Mitglied des Gemeindeverbandes Communauté de communes du Val d’Amboise.

## Geographie
Limeray liegt etwa 27 Kilometer ostnordöstlich von Tours an der Loire und an der Cisse. Hier mündet auch die Petite Cisse in die Cisse. Die Gemeinde gehört zum Weinbaugebiet Touraine-Amboise. Die Nachbargemeinden von Limeray sind Saint-Ouen-les-Vignes im Norden und Nordwesten, Cangey im Osten und Nordosten, Mosnes im Osten und Südosten, Chargé im Süden und Südosten sowie Pocé-sur-Cisse im Westen und Südwesten.

## Einwohnerentwicklung
| Jahr                      | 1962 | 1968 | 1975 | 1982 | 1990 | 1999 | 2006 | 2013 |
| Einwohner                 | 855  | 896  | 886  | 910  | 972  | 945  | 1055 | 1246 |
| Quelle: Cassini und INSEE |      |      |      |      |      |      |      |      |

## Sehenswürdigkeiten
- Kirche Saint-Saturnin
- früherer Justizpalast
- Schloss und Kloster Moncé
- Mühle Moncé
- Herrenhaus von Avisé
- Schloss Le Plessis

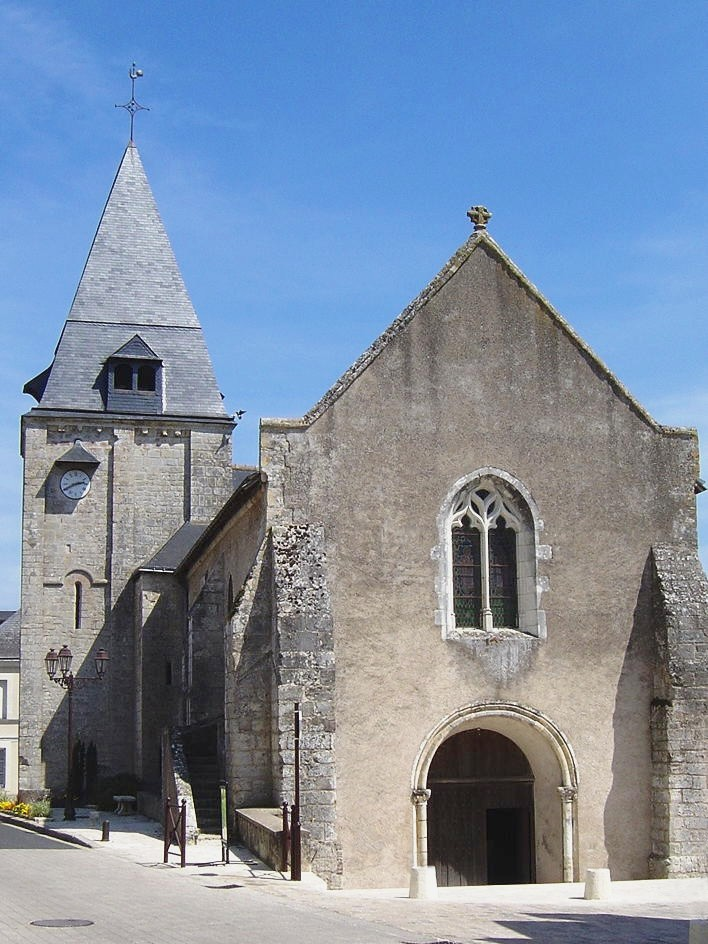
Kirche Saturnin
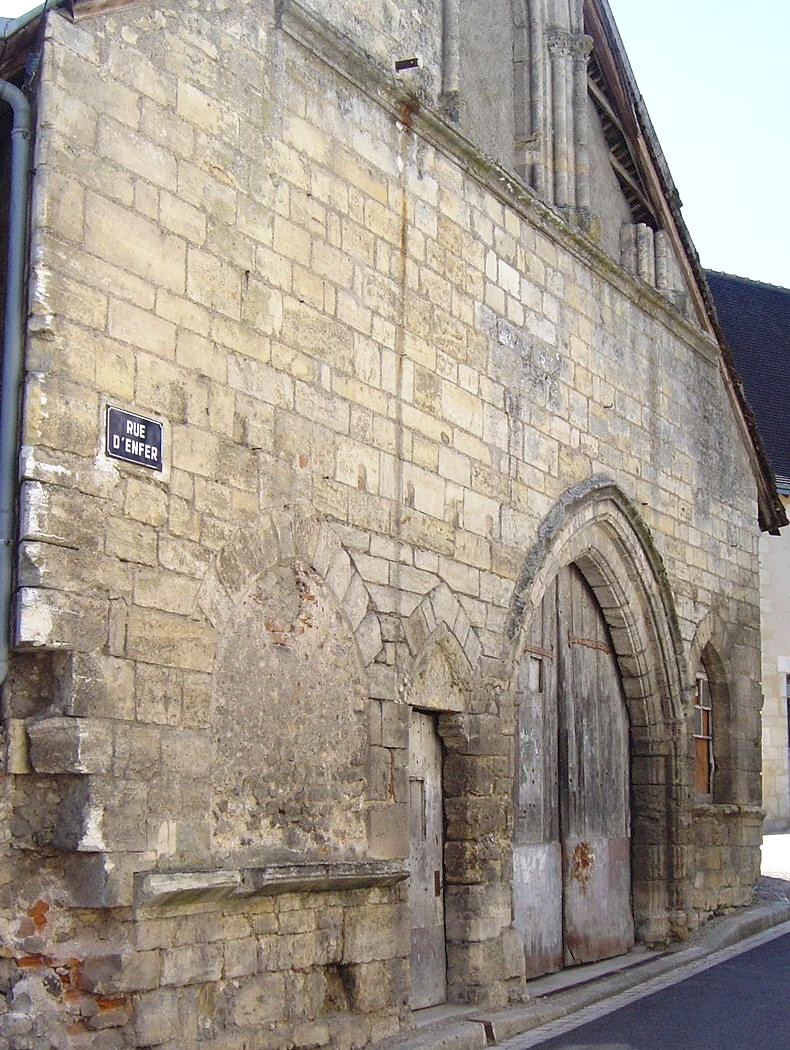
Früherer Justizpalast
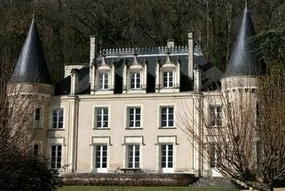
Schloss Moncé
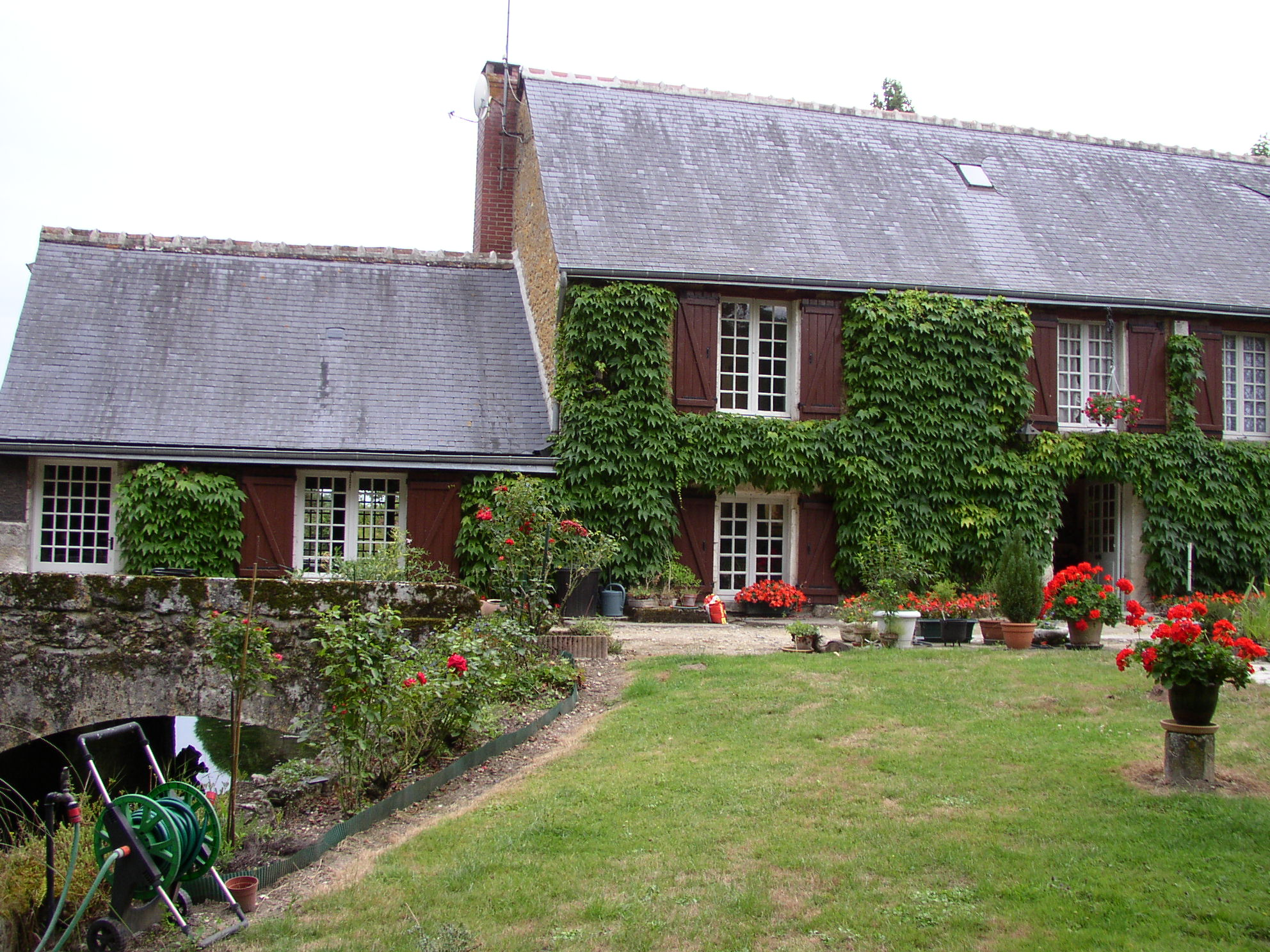
Mühle Moncé
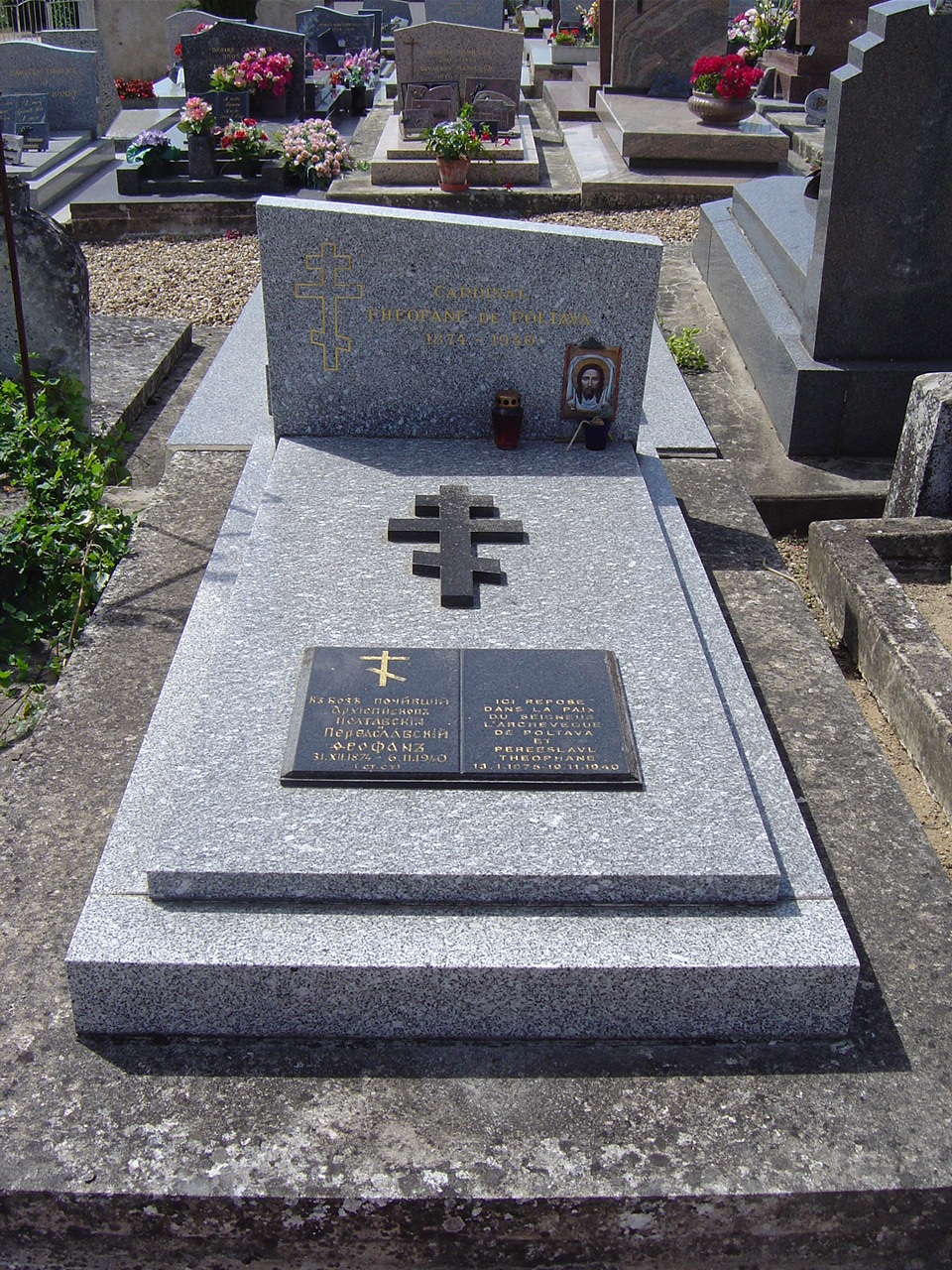
Grab des Erzbischofs Theophan

## Persönlichkeiten
- Der russisch-orthodoxe Erzbischof Theophan (1875–1940) starb in Limeray und liegt auf dem örtlichen Friedhof begraben.

## Gemeindepartnerschaften
Mit der französischen Ortschaft Kientzheim, Teil der Gemeinde Kaysersberg Vignoble, im Département Haut-Rhin besteht seit 1999 eine Partnerschaft.